# Tontelea trinervia
Tontelea trinervia là một loài thực vật có hoa trong họ Dây gối. Loài này được (Spreng.) Spreng. ex B.D. Jacks. miêu tả khoa học đầu tiên năm 1895.